# Denver Broncos 1975
La stagione 1975 dei Denver Broncos è stata la 6ª della franchigia nella National Football League, la 16ª complessiva e la quarta con John Ralston come capo-allenatore.

## Calendario
| Stagione regolare |                        |               |                                 |        |
| Turno             | Avversario             | Risultato     | Stadio                          | Record |
| 1                 | Kansas City Chiefs     | V 37–33       | Mile High Stadium               | 1–0    |
| 2                 | Green Bay Packers      | V 23–13       | Mile High Stadium               | 2–0    |
| 3                 | at Buffalo Bills       | S 14–38       | Rich Stadium                    | 2–1    |
| 4                 | at Pittsburgh Steelers | S 9–20        | Three Rivers Stadium            | 2–2    |
| 5                 | Cleveland Browns       | V 16–15       | Mile High Stadium               | 3–2    |
| 6                 | at Kansas City Chiefs  | S 13–26       | Arrowhead Stadium               | 3–3    |
| 7                 | Oakland Raiders        | S 17–42       | Mile High Stadium               | 3–4    |
| 8                 | Cincinnati Bengals     | S 16–17       | Mile High Stadium               | 3–5    |
| 9                 | at San Diego Chargers  | S 27–17       | San Diego Stadium               | 4–5    |
| 10                | at Atlanta Falcons     | S 21–35       | Atlanta–Fulton County Stadium   | 4–6    |
| 11                | San Diego Chargers     | V 13–10 (DTS) | Mile High Stadium               | 5–6    |
| 12                | at Oakland Raiders     | S 10–17       | Oakland–Alameda County Coliseum | 5–7    |
| 13                | Philadelphia Eagles    | V 25–10       | Mile High Stadium               | 6–7    |
| 14                | at Miami Dolphins      | S 13–14       | Miami Orange Bowl               | 6–8    |

## Classifiche
| AFC West           | AFC West | AFC West | AFC West | AFC West | AFC West | AFC West | AFC West | AFC West | AFC West |
|                    | V        | S        | P        | %        | DIV      | CONF     | PF       | PS       | Str.     |
| ------------------ | -------- | -------- | -------- | -------- | -------- | -------- | -------- | -------- | -------- |
| Oakland Raiders(2) | 11       | 3        | 0        | .786     | 5–1      | 8–3      | 375      | 255      | V1       |
| Denver Broncos     | 6        | 8        | 0        | .429     | 3–3      | 4–7      | 254      | 307      | S1       |
| Kansas City Chiefs | 5        | 9        | 0        | .357     | 3–3      | 3–8      | 282      | 341      | S4       |
| San Diego Chargers | 2        | 12       | 0        | .143     | 1–5      | 2–9      | 189      | 345      | S1       |